# Modello del continuo polarizzabile
Il modello del continuo polarizzabile (spesso abbreviato PCM) è un modello ampiamente usato in chimica computazionale nel calcolo degli effetti della solvatazione, ossia dell'interazione con l'ambiente locale, di una specie chimica.

## Il problema della solvatazione
Le molecole (solvente) collocate intorno a un composto in esame (soluto) hanno un ruolo importante nella determinazione delle proprietà del composto stesso. Quando queste proprietà vengono valutate con un metodo computazionale, il tener conto singolarmente dell'interazione di ognuna delle molecole di solvente porterebbe a modellizzare un sistema altamente complesso, non alla portata di un comune calcolo di chimica quantistica, in quanto richiederebbe un tempo eccessivamente lungo. Al contrario, la descrizione del solvente come un unico mezzo continuo, in grado di polarizzarsi elettrostaticamente, rende il calcolo ab initio molto più alla portata di un comune calcolatore.

## Descrizione
Essenzialmente due tipi di PCM sono ampiamente usati, tra questi il modello dielettrico (D-PCM) considera il mezzo continuo come una specie dielettrica polarizzabile mentre il modello di tipo conduttore (C-PCM) descrive il solvente come un mezzo conduttore similmente al modello di solvatazione COSMO.
In un calcolo PCM l'energia libera di Gibbs di solvatazione viene calcolata come somma dei seguenti tre termini:
Gsol = Ges + Gdr + Gcav
Ges = elettrostatico
Gdr = dispersione e repulsione
Gcav = cavitazione
Il modello PCM è disponibile per calcoli di energie e gradienti a livello sia Hartree-Fock che della teoria del funzionale della densità (DFT) in moltissimi pacchetti di software di chimica computazionale come  GAUSSIAN e GAMESS..
Gli autori di una pubblicazione del 2002 osservarono come le limitazioni principali del modello PCM si osservano in presenza di effetti di natura non elettrostatica che dominano le interazioni tra soluto e solvente.
Il PCM viene anche adoperato per descrivere le interazioni del sistema anche con le sfere di solvatazione più esterne, tale approccio che prende il nome di modello multistrato.